# Grupo Joly
Joly es un grupo de comunicación español, fundado en Cádiz en 1867 por Federico Joly Velasco. Está conformado por diez diarios locales, editados exclusivamente en Andalucía, cada uno con su correspondiente edición digital. El Grupo Joly se ha convertido en el primer grupo editorial andaluz y en referente dentro del panorama mediático de la comunidad autónoma andaluza. El diario más importante del grupo es el Diario de Cádiz, fundado en 1867. 
En 2008 el grupo recibió una licencia autonómica de TDT en Andalucía para emitir un canal en dicha tecnología.

## Enlaces
- Página web del Grupo Joly
- Diario de Cádiz
- Diario de Sevilla
- Málaga Hoy

- Datos: Q5612230